# Synaxis jubararia
Synaxis jubararia là một loài bướm đêm trong họ Geometridae.